# Iglesia de San Juan Bautista (Illueca)
La iglesia de San Juan Bautista de la localidad zaragozana de Illueca es un templo parroquial católico adscrito al arciprestazgo del Bajo Jalón de la diócesis de Tarazona.
Esta iglesia es el resultado de dos etapas constructivas claramente identificadas: la construcción de la iglesia mudéjar a mediados del siglo xv y la profunda transformación en el siglo xvii a manos de Juan de la Marca.
La primitiva iglesia mudéjar pertenecía a la tipología de iglesia de nave única, de tres tramos, cabecera pentagonal, y capillas entre los contrafuertes abiertas a la nave; la nave se cubrió con bóvedas de crucería sencilla de nervios diagonales mientras las capillas pudieron ir cerradas con cañón apuntado. Flanqueando el tramo de los pies se dispusieron dos torres, de las que la meridional, semejante a la existente en la iglesia de San Félix de Torralba de Ribota, presenta planta ligeramente rectangular con escalera de caracol, desde donde se accedía a los tejados de la iglesia. De esta etapa se conserva también un paño de lazos de cuatro octogonal, combinados con cartelas, tanto en la torre como en la nave.
La iglesia se transformó notablemente durante época barroca, invirtiendo la orientación primitiva con el crucero añadido a los pies. De esta época datan las pervivencias mudéjares de las yeserías con decoración de lazo que cubren las superficies de bóvedas e intradoses de los arcos, semejantes a las de Brea de Aragón.